# L'epopeia de Guilgameix
L'epopeia de Guilgameix, H. 351 (en txec, Epos o Gilgamešovi), és un oratori per a solistes, narrador, cor mixt i orquestra, que Bohuslav Martinů va compondre entre 1954 i 1955 a prop de Niça i que fou estrenat el 23 de gener de 1958 a Basilea, Suïssa, amb el títol i text en alemany Das Gilgamesch-Epos.
La lletra és de Martinů després de la traducció anglesa de Reginald Campbell Thompson The Epic of Gilgamesh. La traducció alemanya és d'Arnold Heinz Eichmann, traducció txeca és de Ferdinand Pujman.
Tanmateix, Martinů va escriure el seu text en anglès, i es va basar en la traducció en hexàmetres de Reginald Campbell Thompson, The Epic of Gilgamish (1928), ho va fer en el seu estil propi, escollint lliurement el què encaixaria més en la seva música. Martinů hauria preferit compondre-la a partir d'un text en txeci, segons el seu biògraf Miloš Šafránek, i va lamentar rebre massa tard la traducció en txec del poeta Lubor Matouš. Més tard, Ferdinand Pujman va traduir el text de Martinů basant-se en la feina de Matouš i esdevindria Epos o Gilgamešovi.
El text comprèn un retrat parcial de l'Epopeia de Guilgameix en tres parts:
- 1. Gilgamesh;
- 2. La mort d'Enkidu;
- 3. Invocació

L'estrena va tenir lloc el 23 de gener de 1958 amb l'Orquestra i Cor de Cambra de Basilea dirigits per Paul Sacher. Al Regne Unit es va estrenar el 1959 dirigida per Malcolm Sargent, que va quedar molt impressionat quan la va sentir durant una visita a Praga. Alvar Liddell va ser el narrador. Aquest versió es va enregistrar. Vernon Handley va dirigir l'obra a Guildford el 1970.
Jiří Bělohlávek ho va fer al Festival Hall amb l'Orquestra Simfònica de la BBC i amb Jack Pastor com a narrador el 1995, sessió que també es va enregistrar en CD per la BBC.